# Jonathan Arenas
Jonathan Augusto Arenas,(La Chorrera, 21 de mayo de 1987), conocido más como “Terry” es un boxeador panameño. Empezando boxeo cerca de los 14 años, en 2001[cita requerida], se volvió profesional a los 21 años, en 2008. En 2011 obtuvo dos títulos, el de Título panameño de peso pluma y el Título panameño de peso súper gallo; y desde 2012, tiene el Título peso pluma Fedecaribe de la AMB.  También en 2013, Arenas entró en un grupo de 6 panameños clasificados de la AMB, junto a Guillermo Jones, Manuel Vides, Julio Escudero, Gilberto Pedroza y Anselmo “Chemito” Moreno. 

## Carrera
Arenas afirmó que empezó a boxear a los 13 o 14 años de edad, es decir, circa en el 2000 o el 2001 [cita requerida]. Debutó el 28 de junio de 2008 contra el boxeador Gustavo Gómez; aparte, también el debut de Gómez. Sus peleas más recordadas son la que tuvo contra Esteban Ramos, el 20 de agosto de 2009[cita requerida] contra Jaime Arboleda, el 27 de agosto de 2022.También es el campeón número #30 de Panamá. Según el apoderado de Arenas, Sergio González, su pupilo tiene toda la posibilidad de disputar el título interino supergallo (122 libras) de la Asociación Mundial de Boxeo (AMB) ante el colombiano Oscar Escandón. Al final, Arenas nunca peleó contra Escandón. Desde 2013, estuvo ausente en el boxeo, hasta regresar casi 3 años después, en 2016. Tras la pelea contra Daniel Moreno, en 2016, Arenas se retira del boxeo por 5 años; antes de regresar en 2021.

### Pelea contra Esteban Ramos
El 20 de agosto de 2009, en la sucursal del Fantastic Casino en 24 de Diciembre, Jonathan Arenas pelea contra el panameño Esteban Ramos. Aunque fue una pelea poco interesante, fue la pelea que llevó a Arenas al éxito. Fue de cuatro asaltos; y la mayoría de peleas de esa cantidad de asaltos duran 16 minutos, pero la de "Terry" duró 14. Ganó Arenas por decisión unánime.[cita requerida]

### Pelea contra Jaime "Jaime" Arboleda
En 2022, tras un descanso de casi un año, Arenas pelea contra el destacado boxeador panameño Jaime "Jaimito" Arboleda, de peso ligero (uno de los mejores boxeadores panameños calificados de ese peso)En esa pelea perdió Arenas por decisión unánime.Terry afirmó que perdió a causa de no pelear por un periodo de casi 5 años[cita requerida]. Esa pelea dio un gran contraste, ya que se pensó que Arenas se retiró del boxeo; y por eso lo ya lo estaban calificando como una "Leyenda del Boxeo Panameño".

### Combate cancelado entre "La Roca" De Gracia
A inicios de 2017, en TVN, se había dicho que Arenas lucharía contra el clasificado mundial chiricano Bryant "La Roca" De Gracia el 16 de febrero de ese año, en el Hotel El Panamá, destacado hotel donde se produjeron diferentes luchas de boxeo y MMA. Esa pelea era por el título de peso pluma FEDEBOL de la AMB, título muy respetado en el boxeo. Tanto De Gracia como Arenas ya habían iniciado una guerra en redes sociales y medios de comunicación, pero el 17 de enero fue la primera vez que cruzaron palabras frente a frente. De Gracia dijo:

Yo estoy en el mejor momento de mi carrera. Los tiempos cambian. Físicamente, él [Arenas] no esta apto para ese combate. Eso le va pasar la factura, y lo único que puedo decirle es que su tiempo ya pasó y que compre bastante árnica... Esta es la oportunidad de clasificarme. Lo respeto, pero daremos lo mejor para conseguir la victoria.

Arenas, por su parte, respondió sencillamente:

Loro viejo no da la pata, ya tu no das más de ahí. Él [Bryan] sólito se va noquear, solamente tengo que llegar con una buena preparación.

Todo se mantuvo normal, hasta que el 26 de enero, Terry tuvo una infección en la mano izquierda, por lo cual no se peleó. En 2019 se intento 'revivir' el combate, pero Terry no aceptó. De Gracia replicó que 'Ha habido muchos comentarios, pero espero el día para mostrar mi calidad y si quiero respeto tengo que hacer estos combates'. 

## Récord profesional
| Res.     | Récord | Rival             | Tipo | Rd., tiempo | Día        | Lugar            | Nota |
| -------- | ------ | ----------------- | ---- | ----------- | ---------- | ---------------- | --- |
| Victoria | 20-2-0 | Reno Reyes        | MD   | 8 (8)       | 25-11-2023 | Ciudad de Panamá | |
| Derrota  | 19-2-0 | Jaime Arboleda    | UD   | 8 (8)       | 27-08-2022 | Ciudad de Panamá | |
| Victoria | 19-1-0 | Samuel Moreno     | KO   | 5 (6) 1:22  | 01-10-2021 | Ciudad de Panamá | |
| Victoria | 19-1-0 | Daniel Moreno     | TKO  | 5 (6) 1:41  | 21-10-2016 | San Miguelito    | Moreno fue derribado en el segundo asalto y dos veces en el quinto asalto.                                                                       |
| Victoria | 18-1-0 | Everardo Castillo | UD   | 8 (8)       | 17-07-2013 | Ciudad de Panamá | - Castillo fue derribado en el 2.º asalto; - Comisión de Boxeo Profesional Panamá: Super Gallo Panameño; - AMB FECARBOX Súper Gallo (vacante).   |
| Victoria | 17-1-0 | Javier Coronado   | TKO  | 3 (8) 0:36  | 15-05-2013 | Ciudad de Panamá | Arenas tuvo una lesión. |
| Victoria | 16-1-0 | Álvaro Cuadrado   | TKO  | 2 (8)       | 26-04-2012 | Ciudad de Panamá | Peso pluma AMB Fedecaribe (vacante). |
| Victoria | 15-1-0 | José Gutiérrez    | TKO  | 6 (8) 2:40  | 09-02-2012 | Ciudad de Panamá | |
| Victoria | 14-1-0 | Antonio Fernández | UD   | 8 (8)       | 22-10-2011 | Ciudad de Panamá | - Fernández fue derribado en el tercer asalto; Arenas fue derribado en el quinto asalto; - Comisión de Boxeo Profesional Panamá: Pluma Panameña. |
| Victoria | 13-1-0 | Gabriel Dorado    | TKO  | 7 (8) 0:28  | 30-08-2011 | Ciudad de Panamá | - Dorado fue derribado dos veces en el primer asalto; - Comisión de Boxeo Profesional Panamá: Pluma Panameña (vacante).                          |
| Victoria | 12-1-0 | Mauricio Martínez | UD   | 8 (8)       | 02-04-2011 | Ciudad de Panamá | Comisión de Boxeo Profesional Panamá: Pluma Panameña.                                                                                            |
| Victoria | 11-1-0 | Denis Santos      | TKO  | 7 (8) 0:37  | 10-02-2011 | Ciudad de Panamá | - Santos fue derribado en el sexto asalto; - Comisión de Boxeo Profesional Panamá: Super Gallo Panameño (vacante).                               |
| Victoria | 10-1-0 | Gustavo Gómez     | TKO  | 1 (8) 0:37  | 28-10-2010 | Ciudad de Panamá | |
| Victoria | 9-1-0  | Yonel Echenique   | TKO  | 3 (6) 1:23  | 05-08-2010 | Ciudad de Panamá | Echenique fue derribado en el tercer asalto. |
| Victoria | 8-1-0  | Leovigildo Siris  | TKO  | 4 (6) 2:16  | 18-03-2010 | Ciudad de Panamá | Siris fue derribado en el segundo y cuarto asalto.                                                                                               |
| Victoria | 7-1-0  | José Aguirre      | TKO  | 3 (6) 0:57  | 03-12-2009 | 24 de Diciembre  | Aguirre fue derribado en el segundo y tercer asalto.                                                                                             |
| Victoria | 6-1-0  | Esteban Ramos     | UD   | 4 (4)       | 20-08-2009 | 24 de Diciembre  | Pelea que le llevó al éxito. |
| Victoria | 5-1-0  | Johnatan Calderon | TKO  | 1 (4) 0:46  | 28-05-2009 | Ciudad de Panamá | |
| Victoria | 4-1-0  | Jezzrel Corrales  | UD   | 4 (4)       | 30-04-2009 | Ciudad de Panamá | Corrales fue derribado en el primer y segundo asalto.                                                                                            |
| Victoria | 3-1-0  | César Miniel      | MD   | 4 (4)       | 19-02-2009 | Ciudad de Panamá | Debut de Miniel |
| Victoria | 2-1-0  | Nelson Guillen    | KO   | 2 (4) 2:35  | 22-11-2008 | El Marañón       | |
| Derrota  | 0-1-0  | Gustavo Gómez     | SD   | 4 (4)       | 28-06-2008 | Penonomé         | Debut profesional |

## Vida personal

Terry (aprox. 2004)

Es el mayor entre 5 hermanos, de los cuales 2 hermanas. Su madre se llamaba Rosario. Desde los 21 años, tuvo que hacerse el padre y madre entre sus hermanos. Luego se separó de sus tres hermanos, para irse a vivir donde la tía, en Colón. 